# Комплексні бойові мистецтва
Комплексні бойові мистецтва — категорія бойових мистецтв, що характеризуються поєднанням широкого комплексу технік, попередньо відомих у рамках окремого бойового мистецтва. Комплексні бойові мистецтва — новітнє явище (відносно давності бойових мистецтв як роду діяльності), метою якого є універсалізація бойових навичок людини. Комплексні бойові мистецтва інколи називають гібридними, на західний зразок, а ті з них, які мають виразний спортивний ухил частіше називають комплексними єдиноборствами або гібридними єдиноборствами.
Приклади:
- Греплінг — комплексне єдиноборство, що об'єднало техніку боротьби таких бойових мистецтв як греко-римська та вільна боротьба, дзюдо, класичне та бразильське дзюдзюцу тощо.
- Самбо — комплексне бойове мистецтво, розроблене на основі дзюдо, із розширеним арсеналом прийомів підкорення, а також поєднанням різноманітної ударної техніки.
- Шутбоксинг — комплексне єдиноборство, що об'єднало ударну техніку і техніку боротьби таких бойових мистецтв як бокс, кікбоксинг, муай тай, саньда та дзюдо.
- Цу-сін-ген — гібридне бойове мистецтво, що об'єднало техніку карате і японські стилі боротьби на підкорення: дзюдо, дзюдзюцу.

Комплексні бойові мистецтва не варто плутати зі змішаними бойовими мистецтвами, які є видом спорту, і мають чітко визначені критерії поєднання технік, а також уніфіковані правила проведення змагань.